# Tóth Vilmos (történész)
Tóth Vilmos (Győr, 1973. június 19. – ) történész, szakíró, temetőkutató.

## Élete
A Miskolci Egyetemen tanult történelem–kulturális antropológia szakon, vizuális antropológiai szakirányú végzettséggel rendelkezik. Ezt követően szabadfoglalkozású kutatóként kezdett el tevékenykedni, illetve 2003 és 2013 között a Nemzeti Emlékhely és Kegyeleti Bizottság külső munkatársa is volt. Óraadói pozíciót is betöltött a Miskolci Egyetem Kulturális és Vizuális Antropológiai Tanszékén.
Főbb kutatási területe (1992 óta) a magyarországi temetkezések újkori története, a síremlékek történeti forrásként való hasznosítása, valamint a síremlékművészet. Több, temetőkkel kapcsolatos album szöveges anyagát készítette el, számos szakcikke és tanulmánya jelent meg különböző folyóiratokban. A Kerepesi úti temetőt és a Farkasréti temetőt 1999-ben két, illetve 2003-ban három részben mutatta be az olvasóközönségnek a Budapest Főváros Levéltára gondozásában megjelent Budapesti Negyed kötetekben. 2001 és 2002 között egy éven át heti rendszerességgel Ércnél maradandóbb címmel temetkezéstörténeti cikkei jelentek meg a Népszabadság Budapest-mellékletében.
Győr és környékének helytörténetét is kutatja, beleértve a város temetkezőhelyeit is, amelyek monografikus feldolgozása 2021-ben jelent meg.

## Könyvei
- A Kerepesi úti temető I–II. Budapest Főváros Levéltára, Budapest, 1999. (Budapesti Negyed 24–25.) 524 o.; 1. kötet, Budapesti Negyed 24. (1999. nyár); 2. kötet, Budapesti Negyed 25. (1999. ősz)
- A Farkasréti temető I–III. Budapest Főváros Levéltára, Budapest, 2003. (Budapesti Negyed 40–42.), 704 o. 1. kötet, Budapesti Negyed 40. (2003. nyár); 2. kötet, Budapesti Negyed 41. (2003. ősz); 3. kötet, Budapesti Negyed 42. (2003. tél) (Zsigmond János társszerzővel)
- Farkasrét, Nemzeti Kegyeleti Bizottság, Budapest, 2003, 240 o. ISBN 963-206-707-X
- Síremlékek Győr-Moson-Sopron megyében, Nemzeti Kegyeleti Bizottság, Budapest, 2004, 244 o. ISBN 963-214-549-6
- Síremlékművészet, Budapest Főváros Önkormányzata Főpolgármesteri Hivatala, Budapest, 2006, 72 o. ISBN 963-9669-00-8 (A mi Budapestünk-sorozat)
- Fiumei úti sírkert, Nemzeti Emlékhely és Kegyeleti Bizottság, Budapest, 2008. Második, bővített kiadás, 232 o. ISBN 978-963-06-4675-8
- Téti életrajzok. Biográfiai és temetkezéstörténeti adatgyűjtemény, Tét Város Önkormányzata, Tét, 2011, 70 o. ISBN 978-963-08-2000-4
- (szerk.) Széchényi Pál érsek emlékezete. Adalékok az életúthoz és a nagycenki múmia vizsgálatának eredményei, Universitas-Győr Nonprofit Kft., Győr, 2012, 196 o. ISBN 978-963-9819-95-5 (Kristóf Lilla Alidával)
- A Salgótarjáni utcai zsidó temető, Nemzeti Örökség Intézete, Budapest, 2014, 288 o. ISBN 978-963-08-8832-5 (Fotó: Nagy Károly Zsolt)
- „Nemzeti nagylétünk nagy temetője”. A Fiumei úti sírkert és a Salgótarjáni utcai zsidó temető adattára, Nemzeti Örökség Intézete, Budapest, 2018, 519 o. ISBN 978-615-80441-6-5
- Credo vitam aeternam. Győr temetkezőhelyeinek adattára, Győri Egyházmegyei Levéltár, Győr, 2021, 292 o. ISBN 9786155035173
- „Mennyeknek kapuja”. A soproni Evangélikus temető síremlékeinek adattára, Soproni Evangélikus Egyházközség Gyűjteményei, Sopron, 2024, 140 o. ISBN 978-615-82505-0-4

## Tanulmányai, cikkei (válogatás)
- Fényképek és temetkezés. In: Bán András (szerk.): Körülírt képek. Fényképezés és kultúrakutatás. Miskolc–Bp., 1999. 95–102. o.
- Unitárius felekezeti pantheonizáció a kolozsvári Házsongárdi temetőben. Egyháztörténeti Szemle 3. 2002, 1. szám, 127–138. o.
- Lajta Béla azonosítatlan műve a Salgótarjáni úti temetőben. Országépítő 16. 2005, 2. szám. 24–25. o.
- Wahrmann Mór temetése és a Wahrmann-mauzóleum. In: Frank Tibor (szerk.): Honszeretet és felekezeti hűség. Wahrmann Mór 1831–1892. Bp., 2006. 205–211. o. (kapcsolódó illusztrációk: 240–244. o.)
- Budapesti temetkezőhelyek győri vonatkozású síremlékei. In: Székely Zoltán (szerk.): Arrabona. A Győr-Moson-Sopron Megyei Múzeumok közleményei. 45/1. kötet. Győr, 2007. 345–366. o.
- Budapesti temetkezőhelyek vasi vonatkozású emlékei. Vasi Szemle 61. 2007, 5. szám. 595–610. o.
- A szabadságharc hőseinek békétlen nyugalma. Budapest 30. 2007, 3. szám. 16–18. o.
- Az Alvinczy-temető halottai. Budapest 30. 2007, 10. szám. 21–23. o.
- Budapesti temetkezőhelyek soproni vonatkozású síremlékei. Soproni Szemle 63. 2009, 1. szám. 78–98. o.
- Újratemetések Magyarországon a 19–20. században. Rubicon 20. 2009, 3. szám. 24–33. o.
- 298 – 300 – 301. Börtöntemetőből nemzeti emlékhely. Rubicon 24. 2013, 11. szám. 46–53. o.
- A Nádorvárosi temető első évszázada. In: Mészáros Balázs (szerk.): Arrabona. A Rómer Flóris Művészeti és Történeti Múzeum közleményei. 50/2. kötet. Győr, 2014. 81–98. o.
- Kuncz Aladár síremléke. Ex Symposion 90. szám. 2015. 36–38. o.
- Külvárosi panteon. Budapest 38. 2015, 11. szám. 2–4. o.
- Mészkőbe faragott ködlovag. Óbudai Anziksz 1. 2015, 2. szám. 47–49. o.
- Temetői ősgaléria. A Széchényi család nagycenki sírjai. In: Kristóf Lilla Alida – Tóth Vilmos (szerk.): Széchényi Pál érsek emlékezete. Adalékok az életúthoz és a nagycenki múmia vizsgálatának eredményei. Második, bővített kiadás. Győr, 2015. 110–133. o.
- Sírkődiaszpóra. Óbudai Anziksz 2. 2016, 2. szám. 21–23. o.
- A győrszigeti temetők. In: Cserhalmi Zoltán – Kelemen István – Nemes Gábor (szerk.): Arrabona. Regionális tudományos évkönyv 53–56. kötet, Győr, 2018. 269–284. o.
- Takács József síremléke és a mindszentpusztai Bay-sírok. Honismeret 46. 2018, 3. szám. 73–78. o.
- A Kerepesi úti temető főnemesi sírjai. In: Gudenus János József (szerk.): Nobilitas 14. Bp., 2018. 297–308. o.
- A győri kármelita templom mint temetkezőhely. In: Cserhalmi Zoltán – Kelemen István – Nemes Gábor (szerk.): Arrabona. Regionális tudományos évkönyv. 57. kötet. Győr, 2019. 177–196. o.
- A tizenhárom pesti vértanú. Budapest 42. 2019, 9. szám. 18–20. o.
- Strobl Alajos síremlékművészete. Budapest 43. 2020, 11. szám. 2–4. o.
- Király a pályaudvaron. IV. Károly 1921-es győri tartózkodásának fényképei. In: Cserhalmi Zoltán – Kelemen István – Nemes Gábor (szerk.): Arrabona. Regionális tudományos évkönyv. 59. kötet. Győr, 2021. 337–360. o.
- A selmecbányai akadémia tanárainak sírjai a mai Magyarországon. Honismeret 51. 2023, 2. szám. 59–64. o.